# Issoria miriam
Issoria miriam är en fjärilsart som beskrevs av Paul Dognin 1888. Issoria miriam ingår i släktet Issoria och familjen praktfjärilar. Inga underarter finns listade i Catalogue of Life.